# Mittelberg (Calvörde)
Der Mittelberg ist eine 145,5 m ü. NHN hohe Erhebung der Calvörder Berge. Er liegt im Südteil des Gemeindegebiets von Calvörde im Sachsen-Anhaltischen Landkreis Börde.

## Geographie

### Lage
Der Mittelberg liegt im Süden der Calvörder Berge im Calvörder Forst. Er befindet sich im Süden der Gemarkung von Calvörde zwischen den Dörfern Wieglitz im Nordosten, Bülstringen im Südosten und Flechtingen im Westsüdwesten. Nordnordwestlich liegt mit dem Rabenberg (145,7 m) die höchste Erhebung der Calvörder Berge und südsüdöstlich der Jacobsberg (127,5 m). Östlich verläuft die Landesstraße 24 (Calvörde–Flechtingen).

### Naturräumliche Zuordnung
Der Mittelberg gehört in der naturräumlichen Haupteinheitengruppe Weser-Aller-Flachland (Nr. 62), in der Haupteinheit Ostbraunschweigisches Flachland (624) und in der Untereinheit Obisfelder-Calvörder Endmoränenplatten (624.5) zum Naturraum Calvörder Hügelland (624.53).

## Beschreibung und Geschichte
Im Bereich des Mittelbergs liegt der Calvörder Forst mit Nadelwald. Auf dem Berg steht der Calvörder Feuerwachturm, dessen Vorgänger früher auf dem nahen Rabenberg stand.